# سیارک ۱۳۰۹
سیارک ۱۳۰۹ (به انگلیسی: 1309 Hyperborea، نامگذاری:1931TO) هزار و سیصد و نهمین سیارک کشف شده‌است که در ۱۱ اکتبر ۱۹۳۱ و در رصدخانه سایمیز کشف شد.
قدر مطلق سیارک برابر ۱۰٫۲۰ است.